# Leptaspis zeylanica
Leptaspis zeylanica là một loài thực vật có hoa trong họ Hòa thảo. Loài này được Nees ex Steud. mô tả khoa học đầu tiên năm 1853.